# Betlehem Isaak

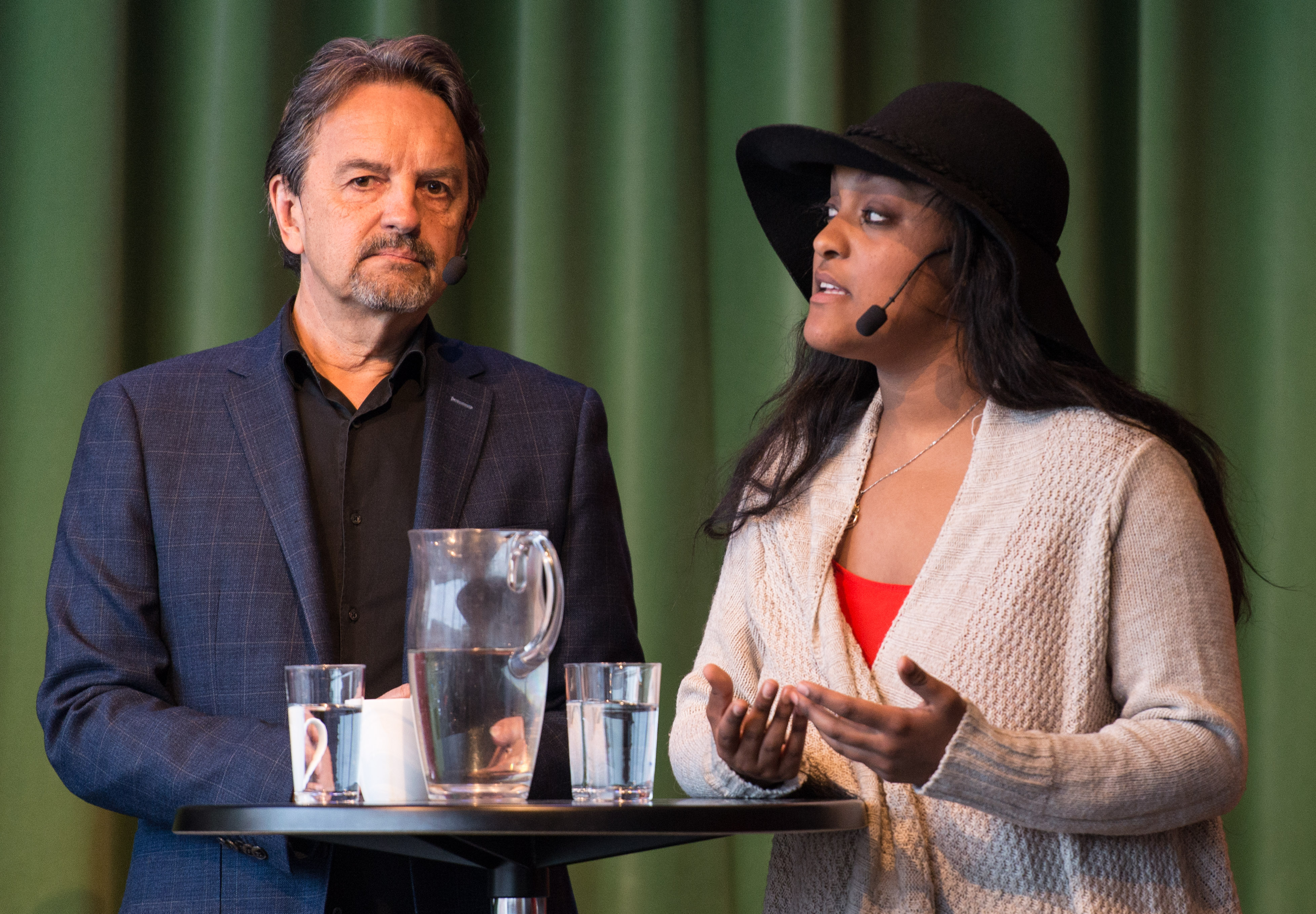
Donald Boström och Betlehem Isaak, 2015.

Betlehem Isaak, folkbokförd Bietelhem Dawit Isaak, född 30 december 1993 i Asmara i Eritrea, är en svensk-eritreansk skribent. Hon är dotter till Dawit Isaak och romandebuterade 2020 med den självbiografiska boken Mitt liv utan dig, vilken även är grunden till teaterpjäsen Jag är Betlehem Dawit Isaak, som uppförts på Angereds teater. Hon är även krönikör i GT.

## Biografi
Isaak är född och uppvuxen i Asmara i Eritrea. När hon var sju år såg hon en söndagsmorgon sin far Dawit Isaak föras bort för att därefter sättas i fängelse. Året därpå flydde hon tillsammans med sina syskon och sin mor till Sverige, där de bosatte sig i Göteborg. Sedan tolvårsåldern har hon gjort framträdanden i media där hon pratat om yttrandefrihet och Dawit Isaak. Hon har bland annat medverkat i Agenda, Gomorron Sverige och Utbildningsradion. På grund av sitt engagemang har hon blivit utsatt för hot.
Hon arbetade i många år med romanen Mitt liv utan dig innan den kom ut på  Brombergs bokförlag i mars 2020. Boken fick ett blandat mottagande: Kristina Lindquist skrev i Dagens Nyheter att romandebuten drivs av "en alldeles förkrossande uppriktighet" och Sara Abdollahi kallade den för "en lysande debutbok" i GP, medan Borås Tidnings Mikael R Karlsson ansåg att boken "saknar en djupare klangbotten".
Teaterföreställningen Jag är Betlehem Dawit Isaak, som hade urpremiär 6 mars 2020, handlar om Isaaks uppväxt från fyra års ålder tills hon är tjugo. Pjäsen är en dramatisering av Isaaks självbiografi och den bearbetades för scen av Ninna Tersman.
Isaak har studerat mänskliga rättigheter vid Göteborgs universitet och studerar numera (2020) statsvetenskap vid Lunds universitet. Den 6 juli 2020 var hon värd för Sommar i P1.